# 2003-as Formula–1 német nagydíj
A 2003-as Formula–1 világbajnokság tizenkettedik futama a német nagydíj volt.

## Futam
| Helyezés | Rajtszám | Versenyző             | Csapat/Motor     | Futott kör | Idő/Kiesés oka | Rajthely | Pont |
| -------- | -------- | --------------------- | ---------------- | ---------- | -------------- | -------- | ---- |
| 1        | 3        | Juan Pablo Montoya    | Williams-BMW     | 67         | 1h28:48.769    | 1        | 10   |
| 2        | 5        | David Coulthard       | McLaren-Mercedes | 67         | + 1:05.459     | 10       | 8    |
| 3        | 7        | Jarno Trulli          | Renault          | 67         | + 1:09.060     | 4        | 6    |
| 4        | 8        | Fernando Alonso       | Renault          | 67         | + 1:09.344     | 8        | 5    |
| 5        | 20       | Olivier Panis         | Toyota           | 66         | + 1 kör        | 7        | 4    |
| 6        | 21       | Cristiano da Matta    | Toyota           | 66         | + 1 kör        | 9        | 3    |
| 7        | 1        | Michael Schumacher    | Ferrari          | 66         | + 1 kör        | 6        | 2    |
| 8        | 17       | Jenson Button         | BAR-Honda        | 66         | + 1 kör        | 17       | 1    |
| 9        | 16       | Jacques Villeneuve    | BAR-Honda        | 65         | + 2 kör        | 13       |      |
| 10       | 9        | Nick Heidfeld         | Sauber-Petronas  | 65         | + 1 kör        | 15       |      |
| 11       | 14       | Mark Webber           | Jaguar-Cosworth  | 64         | Baleset        | 11       |      |
| 12       | 18       | Nicolas Kiesa         | Minardi-Cosworth | 62         | + 1 kör        | 20       |      |
| 13       | 11       | Giancarlo Fisichella  | Jordan-Ford      | 60         | Motorhiba      | 13       |      |
| Ki       | 19       | Jos Verstappen        | Minardi-Cosworth | 23         | Hidraulika     | 19       |      |
| Ki       | 15       | Justin Wilson         | Jaguar-Cosworth  | 6          | Váltóhiba      | 16       |      |
| Ki       | 4        | Ralf Schumacher       | Williams-BMW     | 1          | Baleset        | 2        |      |
| Ki       | 10       | Heinz-Harald Frentzen | Sauber-Petronas  | 1          | Baleset        | 14       |      |
| Ki       | 2        | Rubens Barrichello    | Ferrari          | 0          | Baleset        | 3        |      |
| Ki       | 6        | Kimi Räikkönen        | McLaren-Mercedes | 0          | Baleset        | 5        |      |
| Ki       | 12       | Ralph Firman          | Jordan-Ford      | 0          | Baleset        | 18       |      |

## A világbajnokság élmezőnyének állása a verseny után
| H  | Versenyzők         | Pont | H  | Konstruktőrök    | Pont |
| -- | ------------------ | ---- | -- | ---------------- | ---- |
| 1. | Michael Schumacher | 71   | 1. | Ferrari          | 121  |
| 2. | Juan Pablo Montoya | 65   | 2. | Williams-BMW     | 118  |
| 3. | Kimi Räikkönen     | 62   | 3. | McLaren-Mercedes | 103  |
| 4. | Ralf Schumacher    | 53   | 4. | Renault          | 66   |
| 5. | Rubens Barrichello | 49   | 5. | BAR-Honda        | 14   |

## Statisztikák
Vezető helyen:
- Juan Pablo Montoya: 66 (1-17 / 19-67)
- Fernando Alonso: 1 (18)

Juan Pablo Montoya 3. győzelme, 11. pole-pozíciója, 8. leggyorsabb köre, 1. mesterhármasa (gy, pp, lk)
- Williams 112. győzelme.